# Abakuk
Abakuk (hebrejsky חֲבַקּוּק‎, Chavakuk), v českých překladech Bible přepisováno též jako Habakuk, je jméno starozákonního proroka, který napsal stejnojmennou knihu. Jméno se vykládá jako „Objímající“ či „Zahradní rostlina“. Abraham Zacuto ve své Knize genealogií uvádí, že Abakuk převzal ústní Tóru od proroka Nahuma, což bylo podle něj 14. převzetí tradice předávané mezi proroky a celkové 18. převzetí tradice předávané mezi největšími židovskými náboženskými učenci od Sinaje, a sám ústní Tóru poté předal Sofonjášovi. Židovský historik David Gans k tomu dodává, že Abakuk prorokoval o Nebukadnesarovi, Persii a Médii, a to již v době Menašeho.